# Molukse kraai
De Molukse kraai (Corvus validus) behoort tot de familie van de kraaiachtigen. Het is een voor uitsterven gevoelige, endemische vogelsoort op eilanden in de Noord-Molukken.

## Kenmerken
Deze kraai is 46 tot 53 cm lang, zo groot als een zwarte kraai. De vogel is ook geheel zwart met een blauwachtige glans. Een opvallende kenmerk is de lange snavel.

## Verspreiding en leefgebied
Deze soort is endemisch op de Noord-Molukse eilanden Morotai, Halmahera, Kayoa, Kasiruta en de Batjaneilanden. Het leefgebied bestaat voornamelijk uit ongerept regenwoud, maar de vogel wordt ook waargenomen in secundair bos en agrarisch gebied met afwisselend grasland, met bomen en struiken.

## Status
De Molukse kraai heeft een beperkt verspreidingsgebied. De grootte van de populatie is niet gekwantificeerd. In bosgebieden op Halamhera is de vogel nog talrijk, maar elders nemen de populatie-aantallen af door habitatverlies. Het leefgebied wordt aangetast door ontbossing waarbij natuurlijk bos wordt omgezet in gebied voor agrarisch gebruik, infrastructuur, mijnbouw en menselijke bewoning. Om deze redenen staat deze soort als gevoelig op de Rode Lijst van de IUCN.